# Heilige gelaat van Manoppello

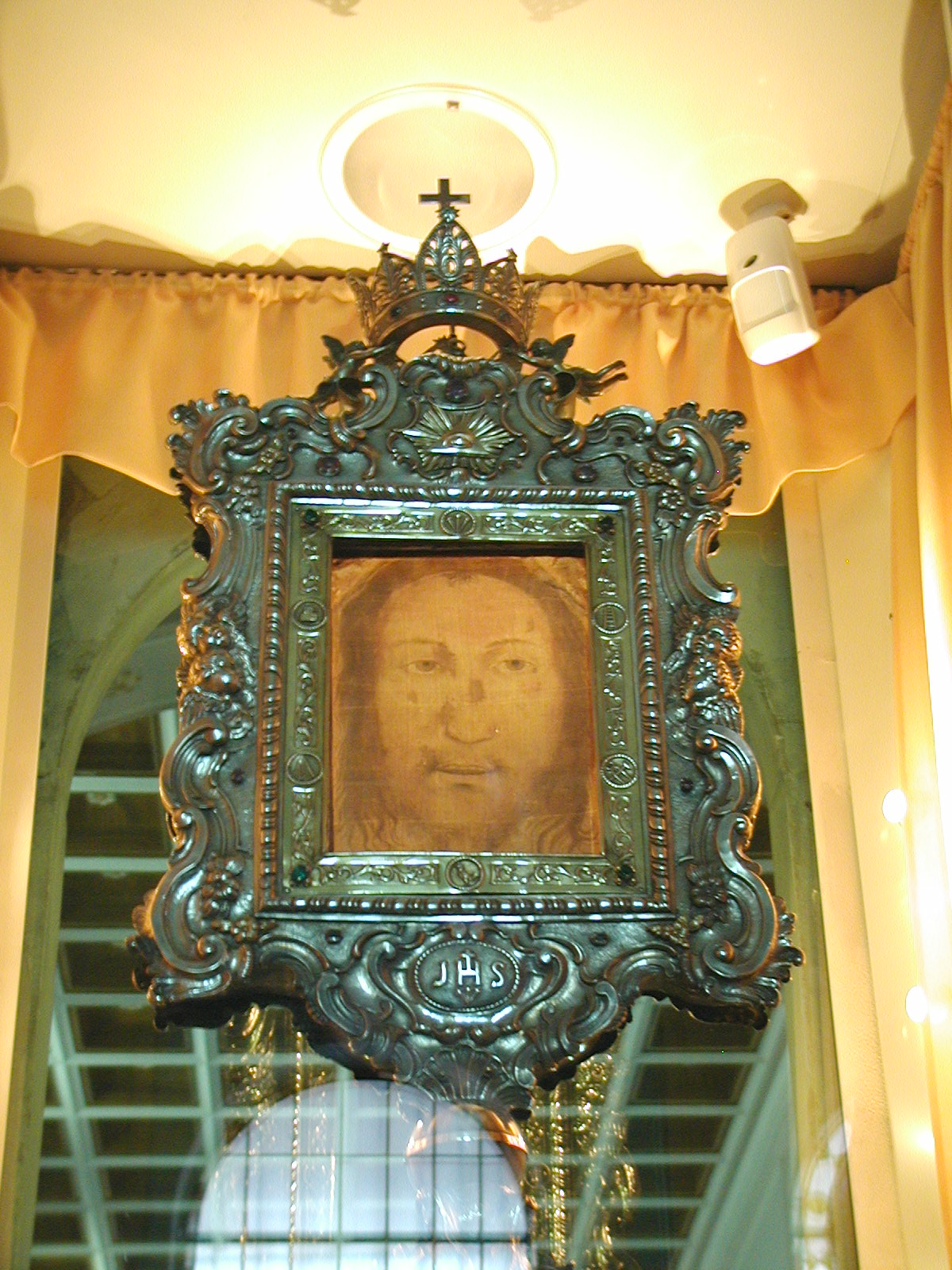
Het Heilige gelaat van Manoppello in de reliekschrijn

Het Heilige gelaat van Manopello is een afbeelding van een gezicht waarvan wordt geloofd dat het het gelaat van Jezus Christus is, die wordt bewaard in een basiliek bij het Italiaanse dorpje Manoppello. De afbeelding is gemaakt op een doek van byssus, ook wel mosselzijde genoemd, een ragfijn weefsel gemaakt van de ankerdraad van mosselen. Het doek is zo dun dat de afbeelding zowel aan de voor- als de achterzijde bekeken kan worden. De laatste jaren krijgt het doek, mede door zijn raadselachtige afkomst en door de afbeelding van het gezicht, steeds meer bekendheid.

## Relikwie
Het Heilige gelaat, 17,5 cm breed en 24 cm hoog, toont de afbeelding van het gezicht van een bebaarde man met lang haar, een gebroken neus en geopende ogen en mond. Op het gezicht zijn roodkleurige vlekken zichtbaar, die door sommigen als wonden, veroorzaakt door martelingen of zweepslagen, worden geïnterpreteerd. Het gezicht dat op de doek in Manoppello staat afgebeeld, lijkt hetzelfde gezicht als dat van de man op de Lijkwade van Turijn; als foto's van beide afbeeldingen over elkaar worden gelegd, lijken de contouren sterk overeen te komen. De locatie van de zogenaamde wonden komen bijvoorbeeld overeen.
Het doek met het Heilige gelaat is in 1506, tijdens de plundering van Rome vanuit het Vaticaan overgebracht naar Manoppello. Het doek wordt vaak vereenzelvigd met de zweetdoek van Sint-Veronica, waarbij men ervan uitgaat dat de doek die in Rome wordt bewaard een vervalsing is, ingesteld nadat de echte doek naar Manoppello was overgebracht. Een andere theorie stelt, dat het Heilige gelaat de doek is die over het gezicht van Jezus was geplaatst toen hij in het graf lag.
In 2006 bracht paus Benedictus XVI een bezoek aan de Kerk van de Volto Santo in Manoppello, waar de afbeelding wordt bewaard. Bij dit bezoek verhief hij de kerk tot basiliek, zonder echter de echtheid van het Heilige gelaat als zweetdoek van Veronica of gezichtsdoek te bevestigen.
De Duitse journalist Paul Badde schreef een bestseller over het Heilige gelaat, die ook in het Nederlands is verschenen.